# Hannah Ware
Hannah Rose Ware, född 8 december 1982 i London, Storbritannien, är en brittisk fotomodell och skådespelerska. Hon är mest känd för sina roller som Emma Kane i Boss och som Sara Hanley i Betrayal.
Hon är syster till sångerskan Jessie Ware.

## Filmografi, i urval
- 2010 – Cop Out
- 2011 – Boss (TV-serie) (TV-serie)
- 2013 – Betrayal (TV-serie)
- 2015 – Hitman: Agent 47